# Tolka Park
Il Tolka Park è uno stadio irlandese, situato sull'omonimo fiume vicino a Dublino (nel sobborgo di Drumcondra). È tuttora l'impianto casalingo del Shelbourne Football Club, vanta una capienza di circa 10100 posti e, oltre a varie finali di coppa nazionale, ha ospitato partite di UEFA Champions League, Coppa delle Coppe UEFA e Coppa UEFA.

## Storia
La caratteristica forse più celebre di questo stadio è il fatto di essere stato il campo casalingo di un gran numero di squadre.

### Drumcondra F.C.
Negli anni cinquanta e sessanta Tolka Park ospitava le partite del Drumcondra Football Club, all'epoca una delle franchige più celebri di Dublino. Il primo match sotto i riflettori si tenne il 30 marzo 1953. Nel 1972, a causa del fallimento economico, la squadra si trasferì altrove.

### Home Farm F.C.
Dopo il fallimento del Drumcondra, lo stadio fu preso in proprietà dalla squadra con cui la formazione precedente si fuse: l'Home Farm Football Club. Tuttavia l'Home Farm non aveva grande appeal e l'impianto cadde in rovina, sebbene ospitò comunque la finale della FAI Cup del 1984.

### Shelbourne F.C.
Nel 1989, dopo avervi giocato partite dagli anni 50, il Shelbourne comprò il campo dalla Dublin Corporation. L'Home Farm si trasferì nell'impianto conosciuto come Whitehall Stadium. Il nuovo club diede vita ad un miglioramento di massa che rese Tolka Park il primo stadio Irlandese dotato di soli posti a sedere e che vide anche la costruzione di una nuova tribuna dietro la porta vicina al fiume Tolka. Il primo match calcistico ad essere mai trasmesso in TV, fu giocato proprio in questo impianto: fu Shelbourn vs Derry City Football Club, della stagione 96/97.

### Shamrock Rovers F.C.
Nel 1989 i proprietari dello Shamrock Rovers Football Club tentarono di comprare il campo, tra le proteste dei tifosi che volevano che la squadra rimanesse di casa a Glenmalure Park. Dalla demolizione di quest'ultimo gli Shamrock condivisero Tolka Park con il Shelbourne fino al 2009, anno in cui si trasferirono al Tallaght Stadium. Tuttavia la squadra disputò un'ultima a partita a Tolka Park contro gli Sligo Rovers, dal momento che si stavano svolgendo lavori per migliorare lo stadio, che avrebbe ospitato la partita amichevole tra gli Shamrock Rovers e il Real Madrid Club de Fútbol.

### Altri usi
Lo stadio ha ospitato due amichevoli internazionali della nazionale di calcio, entrambe contro il Galles.
Qui si tenne la prima finale della Setanta Sports Cup, che vide il Linfield Football Club battere il Shelbourne. In questo impianto si sono giocate partite delle riserve della nazionale irlandese e dal 1999 al 2002 vi si tenne la finale della Fai Cup, durante la ristrutturazione di Lansdowne Road.

## Futuro
A causa delle recenti esondazioni del Tolka, con i conseguenti danni, i manager del club hanno deciso di costruire un nuovo stadio. I progetti riguardo ad una collocazione del nuovo impianto a Finglas o Swords, sono cadute nel dimenticatoio e quindi si profila l'utilizzo dello stesso stadio dei Bohemians.